# Stanydale (Ortschaft)

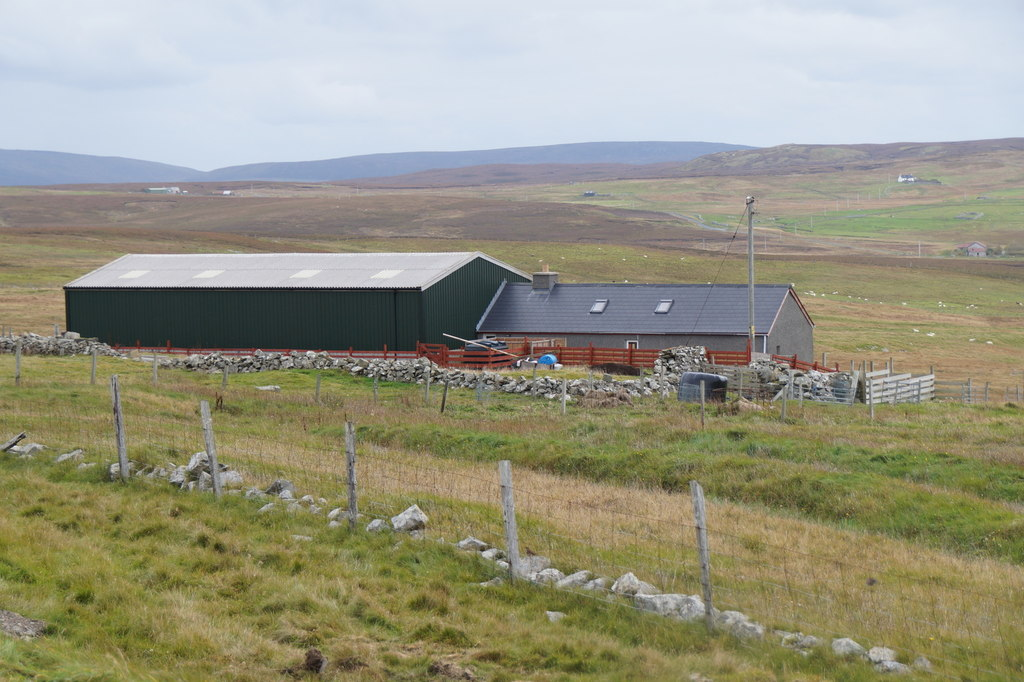
Bauernhof in Stanydale

Stanydale ist eine Ortschaft, die im Südwesten der zu Schottland zählenden Shetlands liegt.

## Geographie
Stanydale ist ein kleines Dorf, das fünf Kilometer östlich von Walls im Westen von Mainland liegt. Eine Ortschaft in der Nähe ist Gruting im Norden.

## Historisches
Im Rahmen der historischen Gliederung Schottlands in Civil Parishes zählt Stanydale zu Sandsting. Eine prähistorische Siedlung ist 1973 als Scheduled Monument eingestuft worden.